# Nancy Tomes
Nancy J. Tomes (née le 25 octobre 1952 est une historienne américaine, auteure et professeure émérite à l'Université Stony Brook. Elle reçoit le prix Bancroft en 2017 pour Remaking the American Patient: How Madison Avenue and Modern Medicine Turned Patients into Consumers et le prix Arthur Viseltear de l'American Public Health Association pour ses travaux sur l'histoire de la santé publique.

## Biographie
Tomes fréquente l'Oberlin College de 1970 à 1972. En 1974, elle obtient un baccalauréat en histoire de l'Université du Kentucky, Summa cum Laude. En 1978, elle obtient un doctorat en histoire de l'Université de Pennsylvanie où elle travaille avec Charles Rosenberg. En 2001, elle reçoit le prix Watson Davis et Helen Miles Davis pour The Gospel of Germs: Men, Women, and the Microbe in American Life. De 2012 à 2014, elle est présidente de l'Association américaine pour l'histoire de la médecine et donne des conférences au Messiah College.